# Go Deep
Go Deep è una canzone della cantante statunitense Janet Jackson, estratta nel 1998 come quarto singolo dall'album The Velvet Rope del 1997.

## Descrizione
La canzone venne scritta e composta dalla stessa Jackson con l'aiuto del suo storico duo di produttori musicali Jimmy Jam & Terry Lewis con l'allora marito della cantante, René Elizondo Jr., che collaborò al testo. Go Deep è di genere R&B e pop rock e ha uno stile dance e dei suoni di sottofondo con delle voci di folla che evocano un'atmosfera di festa. Il testo tratta dell'organizzazione di una serata fuori con gli amici dell'allora trentunenne Janet, tra una chiamata al suo allora marito René, alla sua coreografa Tina Landis e ad altri amici, mentre si preparano per andare in un night club. Il ritornello asserisce che la donna vuole "andare fino in fondo" e non dormire per tutta la notte augurandosi di conoscere un ragazzo da portare a casa per farci del sesso. Molti critici dell'epoca si riferirono al testo della canzone come a "edonistico".

## Video
Il videoclip della canzone è stato diretto da Jonathan Dayton e Valerie Faris. La trama ruota intorno ad un ragazzino afroamericano, interpretato dall'attore Ty Hodges, che si trova da solo a casa quando sente suonare alla porta e, quando va ad aprire, scopre che è la cantante Janet Jackson con dei suoi amici. Il ragazzo inizia a chiamare i suoi amici al telefono per avvertirli dell'accaduto e, quando la voce si sparge, si ritrova la casa invasa da decine di ragazzi e ragazze in un party sfrenato. Alla fine del video, proprio mentre la cantante lo sta per baciare, il ragazzo si sveglia scoprendo che si trattava solo di un sogno e a suonare insistentemente alla porta era in realtà il ragazzo delle pizze.

## Tracce
CD singolo Europa
1. Go Deep (Album Version) – 4:42
2. Go Deep (T.R. Funk Mix) – 5:40
3. Go Deep (Roni Size Remix) – 7:25
4. Go Deep (Masters At Work Alternative Mix) – 8:32
5. Go Deep (Masters At Work Downtempo Mix) – 5:20

## Classifiche
| Classifica (1998)         | Posizione massima |
| ------------------------- | ----------------- |
| Canada                    | 2                 |
| Francia                   | 22                |
| Islanda                   | 10                |
| Regno Unito               | 13                |
| Regno Unito (R&B/Hip Hop) | 3                 |
| Stati Uniti (dance/club)  | 1                 |